# Bouyé Haïdara
Le cheikh Bouyé Haïdara (parfois M'bouillé), de son vrai nom Mohamed Ould Hamahoullah, est une personnalité religieuse malienne à la tête d'une confrérie soufie d'obédience tijane, la hammawiyya. Il est désigné sous le titre de chérif de Nioro.
Il est le fils du fondateur de la hammawiyya, le cheikh Hamallah. 
Il a lui-même plusieurs fils : Chérif Ahmed Sidi Haïdara (fils aîné), Moulaye Oumar Haïdara et Messeoud Haïdara. Ce dernier est président de la tariqa « Hammawiya Tidjaniya » du Mali.

## Rôle politique
Bouyé est le seul leader religieux malien à avoir publiquement appelé à voter en faveur du futur président Ibrahim Boubacar Keïta lors de l'élection présidentielle de 2013. Il prend toutefois ses distances avec ce dernier dès l'année suivante, avant de rompre franchement vers 2017. À l'élection présidentielle de 2018, il finira par appeler à voter au premier tour pour Alou Boubacar Diallo, et au second tour pour Soumaïla Cissé. 